# Polemonium pilosum
Polemonium pilosum là một loài thực vật có hoa trong họ Polemoniaceae. Loài này được (Greenm.) G.N. Jones miêu tả khoa học đầu tiên năm 1936.